# Lobo-etíope
O lobo-etíope (Canis simensis) também chamado lobo-abissínio ou como chacal-vermelho, é um dos mais raros e ameaçados canídeos do mundo. A sua distribuição resume-se a áreas da Etiópia e Eritreia, normalmente acima dos 3 000 m. Atualmente, existem menos de 500 indivíduos adultos em meio selvagem.
É uma das 5 espécies de lobos, além do lobo-cinzento, lobo-vermelho, lobo-oriental e lobo-dourado-africano, sendo a mais rara destas espécies.

## Etimologia
Lobo-abissínio é uma referência ao antigo nome da Etiópia: "Abissínia".

## Taxonomia e evolução

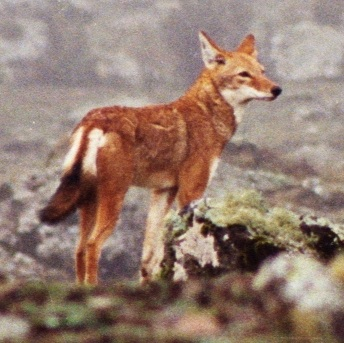
Lobo-etíope, nas montanhas Bale, na Etiópia.

O mais antigo fóssil conhecido do lobo-etíope é do complexo de sítios paleoantropológicos de Melka Wakena, nas terras altas da Etiópia. Sendo a metade direita de uma mandíbula e datada entre 1,6 e 1,4 milhões de anos atrás.
Em 1994, realizaram-se análises do DNA mitocondrial e notou-se uma maior relação do canídeo com o lobo-cinzento e o coiote do que com quaisquer espécie africana de canídeo. Deixando em pé a teoria de C. simensis poder ser uma relíquia evolutiva de uma passada invasão de um ancestral canino imensamente semelhante ao lobo-cinza no norte africano vindo da Eurásia.

### Evolução
O ambiente dos ancestrais do lobo-etíope eram repletos de roedores, isso resultou na adaptação destes lobos para se tornarem caçadores especializados de roedores. Essa especialização se reflete na morfologia do animal, no crânio do animal, por exemplo: cabeça mais alongada, mandíbula longa e dentes bem espaçados. Durante este período, a espécie atingiu provavelmente a sua maior abundância e distribuição geográfica, com isso mudando a 15.000 anos com a iniciação do período interglacial, que causou a fragmentação do habitat do canino, isolando as populações umas das outras. O lobo etíope é uma das espécies do gênero Canis, e uma das duas espécies do gênero na África, ao lado do lobo-dourado. É facilmente distinguido dos chacais pelo seu maior porte, pernas mais longas, pelagem avermelhada distinta e manchas brancas. John Edward Gray e Glover Morrill Allen classificaram originalmente a espécie em um novo gênero separado Simenia, e Oscar Neumann o considerou simplesmente como ''uma raposa exagerada''. Juliet Clutton-Brock refutou o gênero separado, em favor de colocá-lo no gênero Canis, devido às semelhanças cranianas com o chacal-listrado.

### Subespécies
Desde 2005, duas subespécies foram reconhecidas pelo Mammal Species of the World Volume Three(MSW#).
| Subespécies                                | Autoridade trinomial | Descrição | Abrangência                                                                               |
| ------------------------------------------ | -------------------- | --- | ----------------------------------------------------------------------------------------- |
| Canis s. simensis Lobo-do-Norte-da-Etiópia | Ruppel, 1840         | A subespécie padrão, o lobo-etíope mais conhecido e estudado. | Vale do Rifft, Montanhas Simien, Monte Guna, Guassa Menz, planaltos norte e sul de Wollo. |
| Canis s. citernii Lobo-do-Sul-da-Etiópia   | Beaux, 1922          | Este canídeo foi inicialmente classificado como uma subespécie distinta devido à sua pelagem vermelha brilhante, embora esta característica não seja confiável como distinção taxonômica. No entanto, seus ossos nasais são consistentemente mais longos do que os da subespécie nomeada. | Sudeste do Vale Riff: Montanhas Arsi e Bale.                                              |

## Alimentação

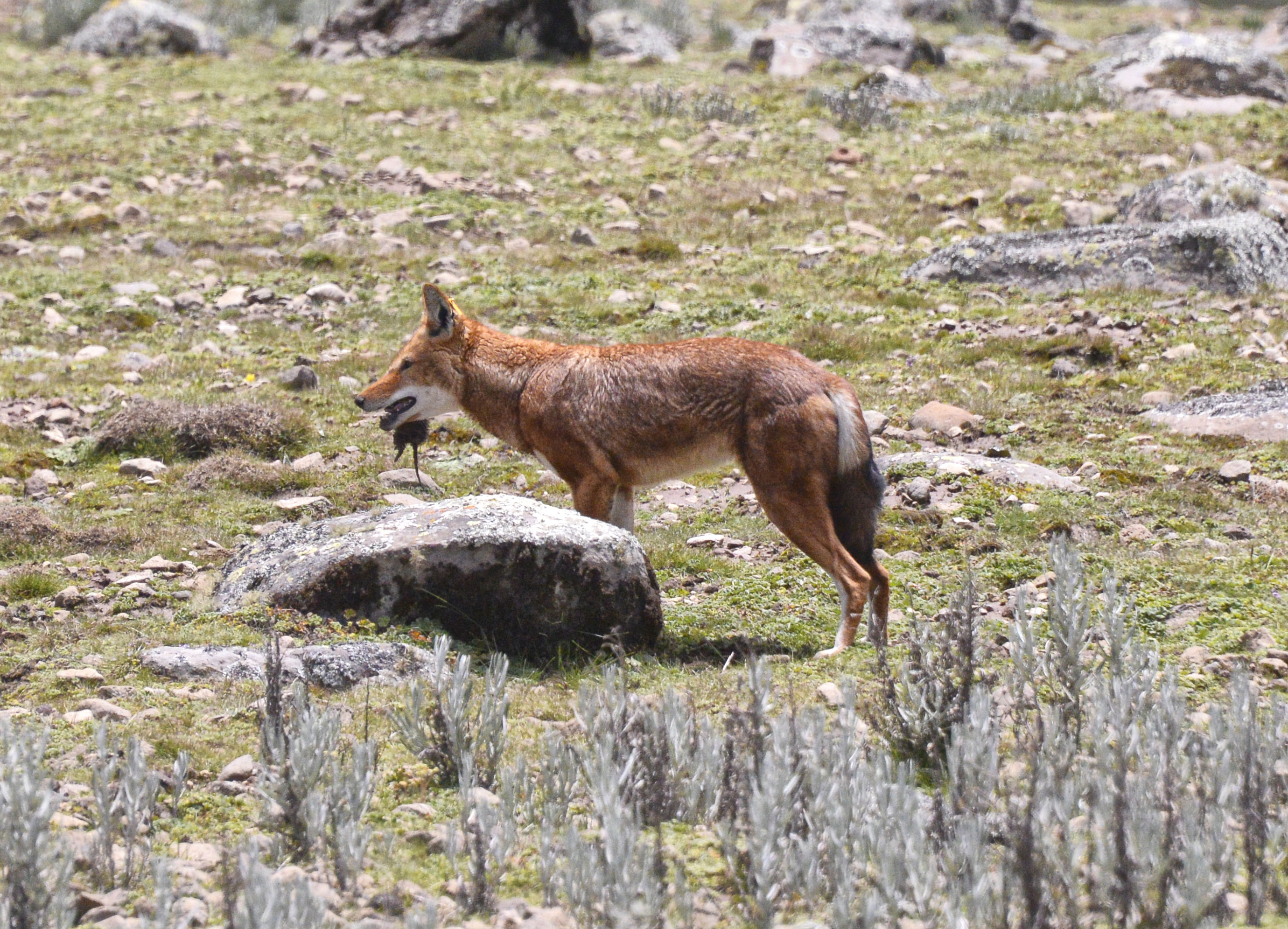
Lobo etíope consumindo um rato-toupeira.

A presa primária do lobo etíope são os ratos-toupeira africanos de cabeça grande, embora ele também se alimente de uma grande variedade de espécies de ratos e lebres das terras altas. Lobos etíopes foram observados se alimentando de filhotes de antilopes.Os lobos etíopes também foram registrados a se alimentar de polén e néctar das flores, um caso único entre carnívoros.

## Conservação

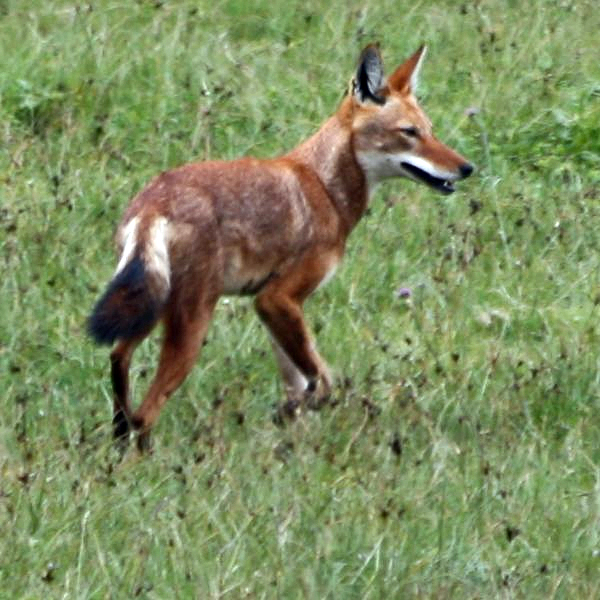
Um lobo-etíope em estado selvagem.

Um dos maiores problemas para a sobrevivência da espécie está no cruzamento intenso da mesma com os cães domésticos utilizados pelos pastores etíopes, o que vem diminuindo a pureza genética da espécie. Um programa oral de vacinação contra a raiva pode ser a melhor esperança de sobrevivência da espécie.